# Rædwald
Rædwald (staroanglicky), psán též jako Raedwald nebo Redwald, byl králem anglosaského království Východní Anglie (viz Heptarchie), které se rozprostíralo v rozsahu dnešních anglických hrabství Norfolk a Suffolk. Dobové prameny naznačují, že byl významným panovníkem a jeho vliv přesahoval daleko za hranice nevelkého království. Je také historicky prvním králem Východní Anglie, který přijal křest, avšak soudí se, že to byly důvody patrně politické, které Rædwaldovi znemožnily přestoupit na novou víru, když současně pokračoval v praktikování pohanského kultu náboženství Anglosasů. Byl tedy křesťanem pouze částečným a nikdy nebyl ctěn církví, ale i tato nejednoznačná podpora napomohla k udržení křesťanské víry ve Východní Anglii. V období jeho vlády probíhalo v podřízených sousedních královstvích k hromadnému odklonu od křesťanství a návratu ke starým obyčejům, kvůli čemuž také Rædwaldovo království bylo rozděleno.

## Život

### Cesta k moci

Lokalizace království Východní Anglie

Mapa uspořádání Británie okolo roku 600

Rædwald byl synem východoanglického krále Tytily z dynastie Wuffingů (pojmenované po Rædwaldově dědovi Wuffovi), k níž náleželi první králové Východní Anglie. Podrobnosti o Rædwaldově panování jsou kusé zejména proto, že nájezdy vikingů v 9. století stály za vypleněním klášterů ve Východní Anglii a jejich klášterních knihoven, v nichž se o této době uchovávala řada písemností. Rædwald vládl asi od roku 599 do své smrti kolem roku 624, z počátku pod nadvládou kentského krále Æthelberhta, což mělo zcela jistě vliv na jeho politiku. Díky porážce bernicijského krále Æthelfritha v bitvě u řeky Idle roku 616 dokázal král Rædwald dosadit na uvolněný trůn Bernicie, a také sousedního království Deira, Æthelfrithova příbuzného z konkurenční dynastické linie Edwina coby svého loutkového krále. Král Æthelfrith totiž v bitvě padl, smrt v ní však nalezl i Rædwaldův syn Rægenhere.

### Král Východních Anglů

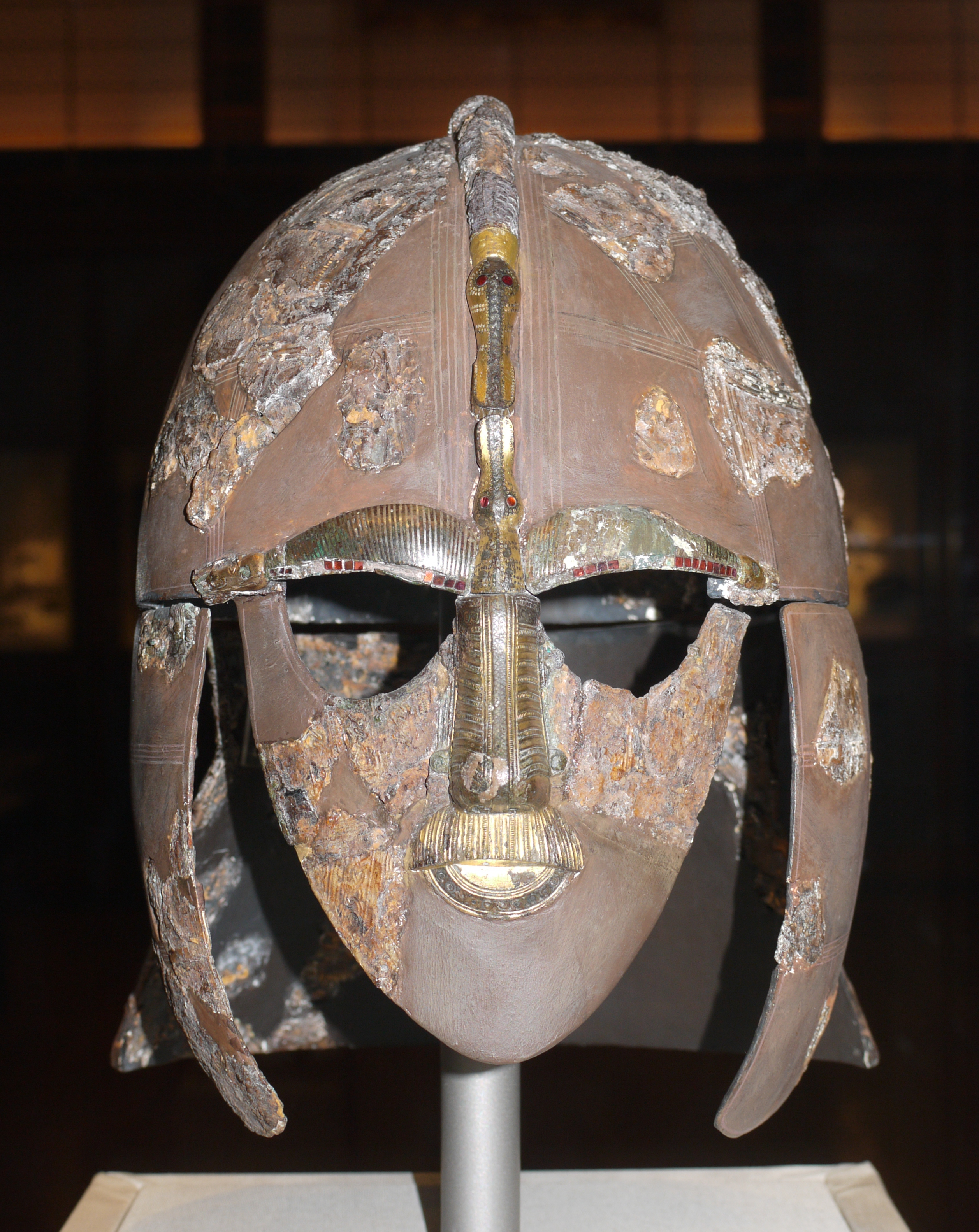
Restaurovaná původní helma z mohyly ze Sutton Hoo

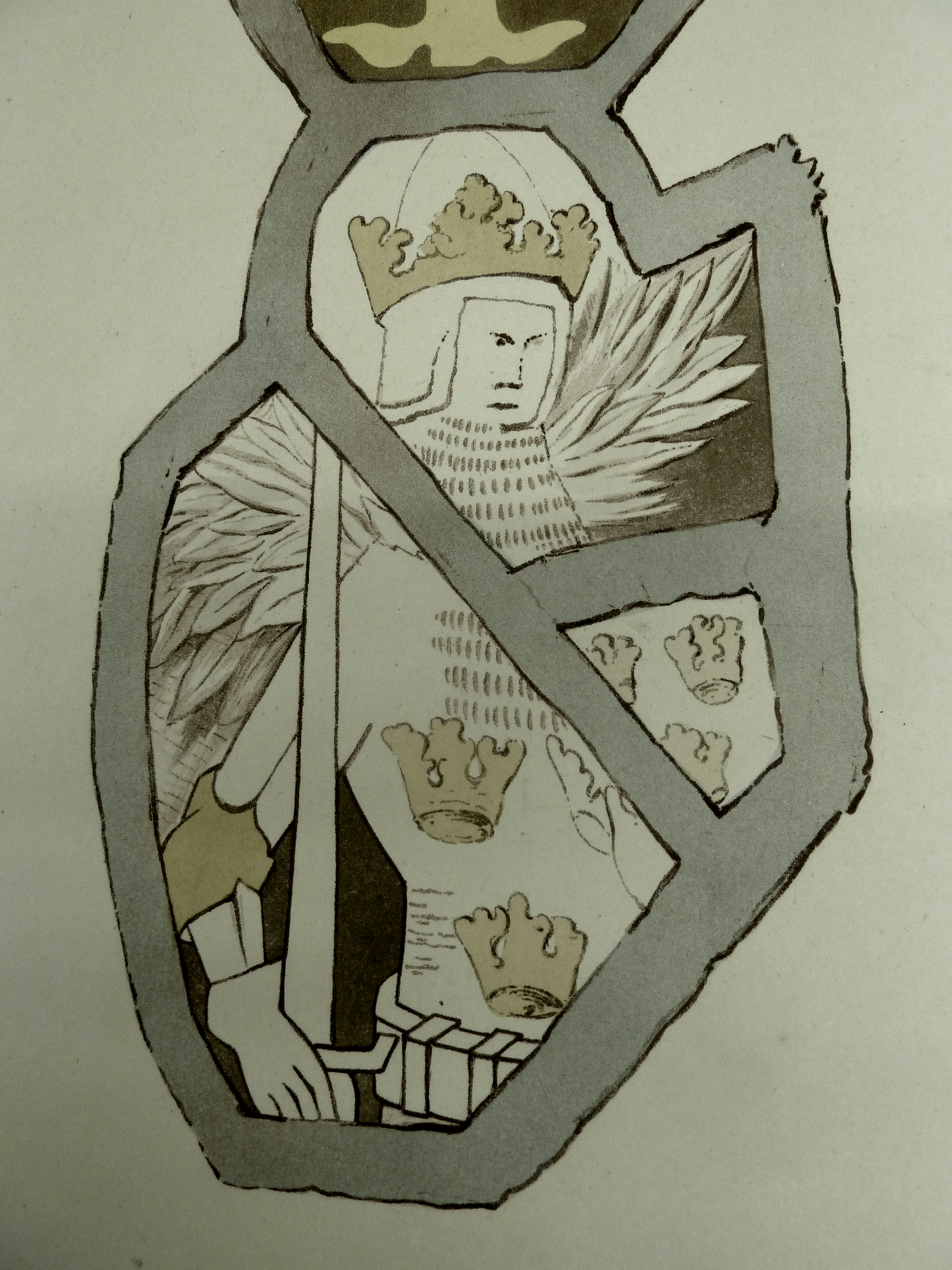
Raně středověká vitráž pocházející z kostela sv. Filipa v obci Osmondthorpe v hrabství West Yorkshire, představující Rædwalda, krále Východních Anglů; ze sbírky britského průmyslníka a sběratele umění Williama Gotta (1797–1863)

Někdy po roce 616 Rædwald vynikl a stal se nejmocnějším anglosaským králem v oblasti jih od řeky Humber. Podle Bedy Ctihodného byl v pořadí čtvrtým vládcem, který držel v podřízeném postavení jižní anglosaská království. V Anglosaské kronice, která byla sepsána po jeho smrti, je titulován jako bretwalda (což znamená „vládce Británie“ nebo „velký vladař“).
Rædwald byl prvním králem Východních Anglů, který přijal křest a stal se křesťanem. K přijetí víry mělo dojít na Æthelberhtově dvoře někdy před rokem 605, ale přesto, snad pod tlakem své manželky či svých příbuzných, provozoval současně i pohanský chrám a jeho kult. Podle britského historika Stevena Plunketta měly mít královna včetně dalších pohanských autorit podstatný vliv na Rædwaldově postoji nedržení se závazků k novému vyznání. V rozporu se všemi zvyky a tradicemi měl udržovat synkretický chrám se dvěma oltáři, jeden měl být zasvěcen křesťanskému Bohu, druhý byl určen pohanským božstvům. Podle Bedy Ctihodného měl chrám v dětství spatřit budoucí král Ealdwulf a podle Plunketta se měl nacházet v Rendleshamu, což bylo odjakživa mocenské centrum dynastie Wuffingů. Mezi historiky nepanuje shoda, proč k takovým neobvyklým poměrům došlo. Křesťanství v té době ještě nebylo v Anglii do hloubky zakořeněno a církev ještě nedosáhla politického významu a moci, jakým disponovala ve stoletích následujících. Náboženství rozdělilo anglosaskou šlechtu do dvou frakcí. Část z nich mohla následovat Rædwaldova příkladu a nechat se pokřtít, ale mnozí zůstali věrní staré víře. Pokud byl král závislý na jejich podpoře, nehodlal si je přirozeně ztratit nebo znepřátelit. Jeho syn a nástupce Eorpwald kromě toho, že se ujal vlády nad Východní Anglií po svém otci, pokračoval i v otcově zavedeném synkretismu. Skutečnost, že k pokojným poměrům to nemuselo stačit, může svědčit Eorpwaldovo zavraždění pohanem Ricberhtem mezi lety 627–632. Ten jej měl vzápětí nahradit již jako opět plně pohanský panovník, nebo se o to alespoň pokusil, protože se na trůnu příliš dlouho neohřál. Restaurace pohanství a starých pořádků netrvaly o nic déle, než jeho vláda, jednalo se zhruba o tři roky. Po něm následovali další králové, kteří se střídavě hlásili k té či oné víře, dokud křesťanské náboženství zcela nepřevládlo a zcela nenahradilo starou víru. Podle historičky Barbary Yorkeové nebyl Rædwald svolný plně přijmout křesťanství z toho důvodu, že by to pro něj znamenalo uznání jeho podřadného postavení vůči Kentu, kterým byl původně vázán. Jisté je, že komplikované vztahy na poli politiky raně středověké Anglie a Rædwaldově dvoře, u anglosaské šlechty nebo v kruhu jeho nejbližších rodinných příslušníků , mohly sehrát svůj zásadní význam. Každopádně měl mít značný vliv na přežití křesťanství a jeho misie v rámci Východní Anglie, a to v poměrně nelehké době trvajícího procesu apostáze v sousedních anglosaských královstvích Essex a Kent.

## Hrob

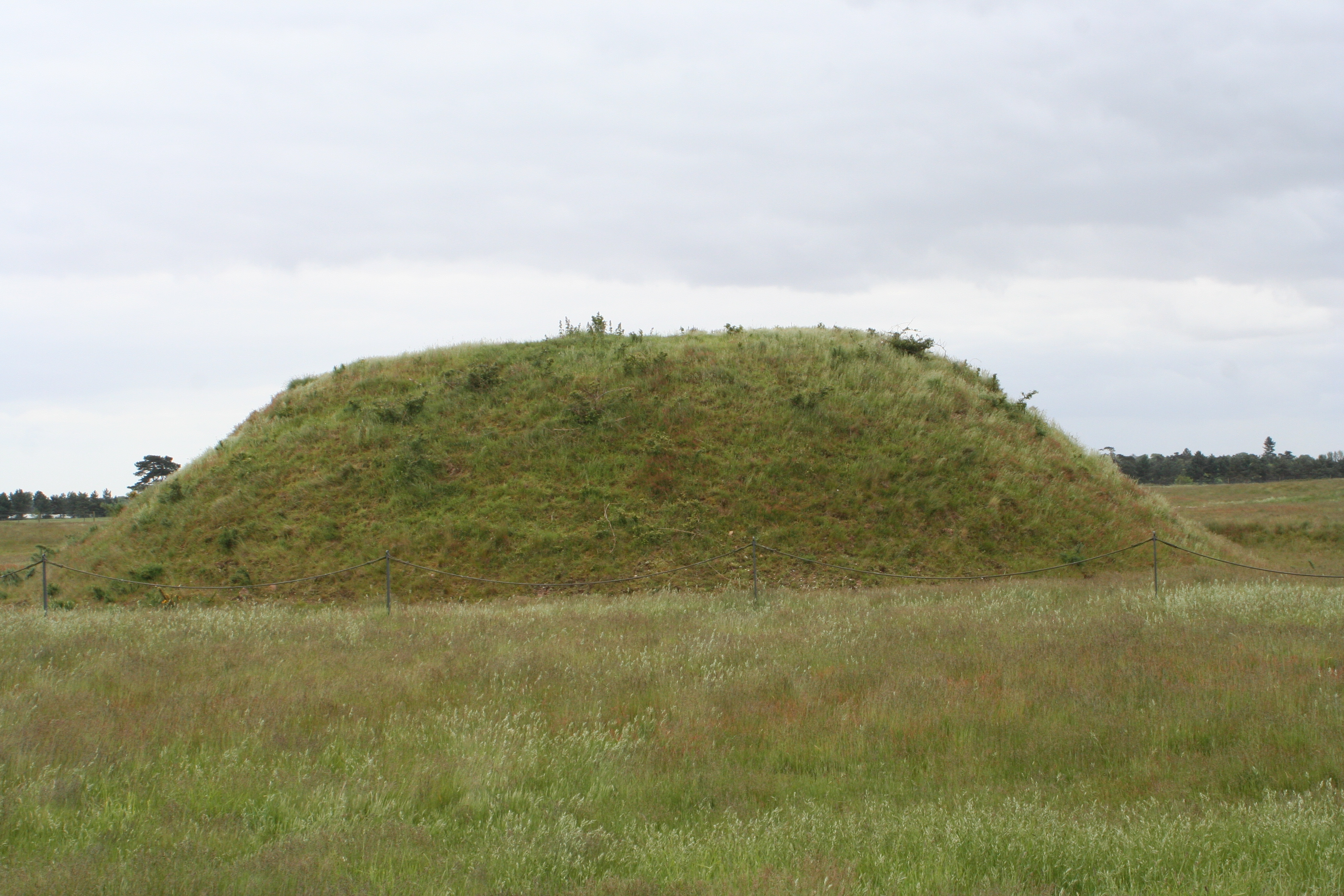
Mohyla v Sutton Hoo, Woodbridge, hrabství Suffolk

Mnozí historikové jej obecně pokládají za nejoblíbenějšího kandidáta pro neznámého, přesto však očividně významného, majetného nebožtíka, který byl královským (a ještě postaru pohanským) způsobem pochován v pohřební lodi v oblasti Sutton Hoo, a zde v pohřební mohyle nalezenou výbavu, bohatě zdobenou obřadní helmu a další předměty, přisuzují právě jemu, i když podle jiných teorií to není tak zcela jisté. Neméně pravděpodobná je i možnost, že zde byl pochován Rædwaldův syn Eorpwald, eventuálně se může jednat i o jiného východoanglického krále.